# 24162 Askaci
24162 Askaci è un asteroide della fascia principale. Scoperto nel 1999, presenta un'orbita caratterizzata da un semiasse maggiore pari a 2,7811522 UA e da un'eccentricità di 0,0190010, inclinata di 1,75966° rispetto all'eclittica.